# Здание Верховной рады Украины
Здание Верховной рады Украины (укр. Буди́нок Верхо́вної Ра́ди) — административное здание в Киеве (Украина), построенное в 1939 году по проекту архитектора Владимира Заболотного. Здание парламента Украины используется для проведения заседаний Верховной Рады Украины.

## История строительства

Здание Верховного совета УССР

В начале 1934 года после переноса столицы УССР из Харькова в город Киев был разработан и утверждён генеральный план строительства и реконструкции города над Днепром.
В феврале 1936 года был объявлен конкурс на лучший проект здания ВУЦИК, к которому были привлечены ведущие советские архитекторы Валериан Рыков, Владимир Заболотный, Сергей Григорьев и Яков Штейнберг. Жюри выбрало проект, предложенный Владимиром Заболотным.

Владимир Заболотный — автор проекта сессионного здания Верховной Рады Украины

Здание сооружалось в течение 1936—1939 годов и в начале лета 1939 года было принято государственной комиссией с оценкой «отлично».
Автор проекта Владимир Заболотный в 1940 году был удостоен Сталинской премии и назначен главным архитектором Киева. Архитектура здания воплощает присущие тому времени классические приёмы и формы. Светлый цвет и созвучность природному ландшафту делают его поистине киевским сооружением. Здание Верховной Рады является образцом «украинской архитектурной классики».
С 25 июля 1939 года в здании Верховной Рады Украины по улице Михаила Грушевского (до 1991 года — улица Кирова), 5 проходят заседания украинского парламента.
Спроектировано в строгой прямоугольно-симметричной форме, невысоким — всего три этажа. Его венчает купол из металла и стекла. Стеклянный купол с осветительным плафоном обеспечивает помещение естественным светом. Диаметр плафона около 16 метров. В центре его находится хрустальная люстра, по форме напоминающая подсолнечник, мотив, который часто используется в украинском народном искусстве. На основе национальных мотивов в осветительный плафон зала введено цветное стекло. Плоская кровля современной постройки придаёт ей композиционной гармонии.
Во время Великой Отечественной войны зданию были нанесены значительные повреждения. В процессе реконструкции в 1948—1952 годах по проекту Владимира Заболотного к главному зданию была пристроена трёхэтажная северо-западная часть для служебных помещений, имеющая в плане полукольцевую замкнутую форму с внутренним двором.
Во время реставрационных работ 1985 года, которые осуществлялись под руководством Наталии Чмутиной, перед ризалитами центрального входа установлены четыре скульптурные группы (скульптор Валентин Зноба), что предусматривалось проектом Владимира Заболотного. Эти скульптуры представляют различные слои населения Украины: рабочих, крестьян, ученых, интеллигенцию.
Внешне сооружение решено в светлых тонах благодаря применению светлой терразитовой штукатурки и светло-серого турчинского гранита. С этими тонами контрастирует тёмный тон цоколя, выполненный из полированного лабрадорита и имеет значительный выступ относительно плоскости стен. Все помещения трёхэтажного здания решены в едином компактном объёме. Фасады симметричны и имеют единый ордер, который получил более объёмную трактовку в колоннаде главного фасада (четвёртой колонны), а также на основных плоскостях боковых фасадов (тричетвертные колонны).
25 февраля 2014 года со шпиля здания Верховной Рады была демонтирована бронзовая пятиконечная звезда в обрамлении венца из колосьев. Депутаты сочли нецелесообразным нахождение советского символа на здании парламента независимой Украины. Спустя год, 29 октября 2015, на шпиле была установлена центральная фигура герба страны — золотой тризуб великого князя Киевского Владимира.

## Строение сессионного здания

### Первый этаж
Вестибюль главного входа простой по архитектурным формам, непосредственно соединённый торжественными лестницами со светлыми парадными кулуарами-фойе второго этажа, украшенными рядом пристенных колонн из мрамора со стилизованными коринфскими капителями по типу фасадных.

Парадная лестница к сессионному залу

Гармоничность архитектурных форм ощущается и в решении интерьеров. Качественная штукатурка, различные виды природного и искусственного мрамора, ценные породы дерева, никелированный металл, медь, бронза, инкрустация, цветное высококачественное стекло, резьба по дереву и гипсу, мозаика, цветовое решение — это палитра, которую с большим художественным вкусом применил автор в оформлении внутренних помещений.
Всё, включая дверные ручки, выполнено по авторским проектам, обеспечивающим единство стиля в оформлении интерьеров. По специальным эскизам и проектам изготовлялись люстры, мебель, расписывались плафоны и т. д.

Художественная композиция «Цветущая Украина»

В интерьере вестибюля и главного фойе использован классический художественный приём органического сочетания архитектуры и монументальной живописи. Следует отметить, прежде всего, большую художественную композицию «Цветущая Украина», выполненную в плафоне ленинградскими художниками Щербаковыми. Расположенный в центральной части потолка главного фойе над парадной лестницей, этот плафон будто иллюзорно продолжает пространство интерьера. Летом 2016 года в рамках декоммунизации это произведение было закрыто с помощью натяжного потолка.
Наряду с декоративными формами, выполненными на основе классического архитектурного наследия, значительное место в интерьерах занимают мотивы украинского народного декоративного искусства, нашедшие отражение в лепных деталях, росписи и инкрустации по дереву и т. п. Лепные детали, инкрустации, декоративная отделка, роспись помещений здания имеют национальный характер.
Кроме главного входа, в основной части здания есть ещё 7 боковых входов, при каждом из которых небольшой вестибюль и вспомогательные помещения.

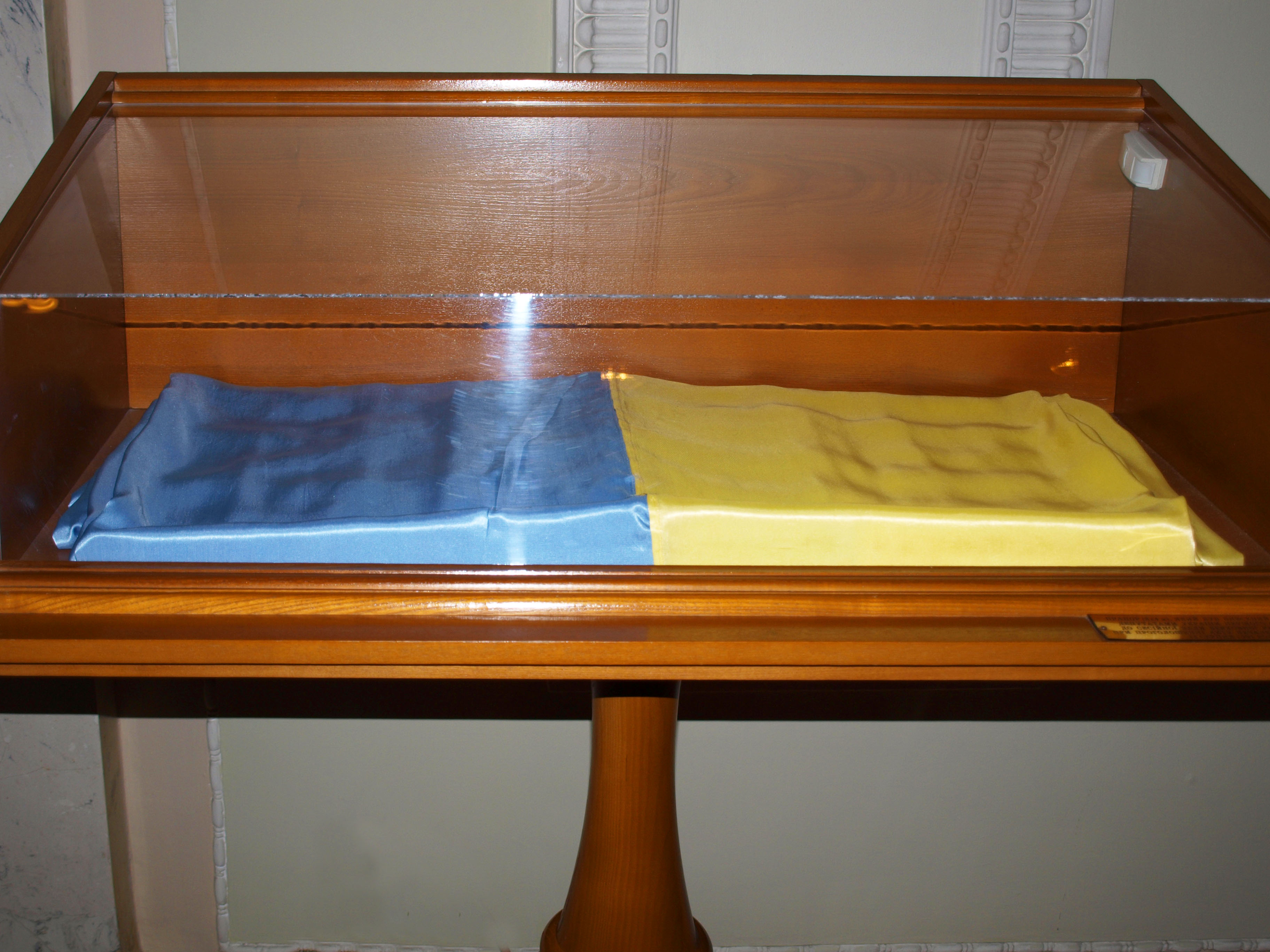
Флаг Украины, внесённый в сессионный зал Верховной Рады 24.08.1991. Музей ВРУ

Под сессийный залом в цокольном этаже здания расположен новый конференц-зал, построенный во время реконструкции старых помещений кинозала в 1998—1999 годах.
Генеральный разработчик проекта реконструкции кинозала — «Укрпроектреставрация», которая участвовала и в предыдущих реконструкциях зданий Верховной Рады Украины. Этот проект предусматривал переоборудование помещения существующего кинозала, кинопроекционной и прилегающих кулуаров под комплекс новых помещений. Возглавляла реконструкцию главный архитектор Татьяна Филиппова.
В этот комплекс входят:
- многофункциональный конференц-зал площадью 200 м2 на 99 мест
- комната переговоров, площадью 53 м2
- четыре кабины переводчиков
- аппаратные

В центре зала находится круглый стол, по периметру — малые столы, вдоль торцевой стены — места для гостей и прессы. Столы оборудованы микрофонами и наушниками для синхронного перевода. У центральной стены на передвижной платформе устанавливается телевизионный экран, на боковых стенах размещены малые телеэкраны. Зал освещается тремя большими хрустальными люстрами. Люстры и мебель были выполнены по специальным эскизам.
Для размещения дополнительных светильников постановочного освещения на потолке зала устроена конструкция подвесного короба, которая украшена позолоченными лепными деталями. Архитектурная отделка зала выполнена по принципу сохранения стилистических особенностей здания. В связи с изменением функции помещения и увеличения требований к его отделке, был несколько усложнён лепной декор, что придало залу празднично-торжественный вид.

### Второй этаж
На втором этаже парламентского здания напротив центрального входа в сессионный зал проводится регистрация народных депутатов Украины и обеспечение их рабочими материалами. Справа — большое электронное табло информационной системы «Рада-3».
Слева — художественное полотно «Создание государства» (художник А. Г. Кулаков), на котором запечатлён момент принятия Акта провозглашения независимости Украины. Открытие картины состоялось 22 августа 2001 года по случаю 10-й годовщины Независимости Украины. В тот же день в кулуарах сессионного здания была открыта галерея портретов председателей Верховной Рады Украины — Владимира Ивашко, Леонида Кравчука, Ивана Плюща, Александра Мороза, Александра Ткаченко (художник А. Г. Кулаков) — и мемориальная доска на фасаде сессионного здания Верховной Рады Украины, на которой воспроизведён текст Акта провозглашения независимости Украины, одобренного парламентом 24 августа 1991 года.

### Сессионный зал

Сессионный зал Верховной Рады Украины

Центром объёмной композиции здания Верховной Рады Украины является расположенный на втором этаже сессионный зал на 1000 мест. Он имеет общую площадь в плане около 650 м2. Форма его восьмигранная с объёмами лож и балконов, расположенных за пределами основного восьмигранника.
К структуре сессионного зала относятся:
- партер с секторной системой размещения мест, его занимают народные депутаты Украины;
- стол президиума на возвышенной части пола с местами, предназначенными для Председателя Верховной Рады Украины и двух его заместителей;
- ложа Президента Украины (справа от стола президиума);
- ложа правительства (слева от стола президиума);
- ложа для почётных гостей;
- трибуна для докладчика (ниже стола президиума);
- другие ложи партера занимают народные депутаты Украины;
- балкон, на котором расположены ложи дипломатического корпуса и прессы, места для гостей.

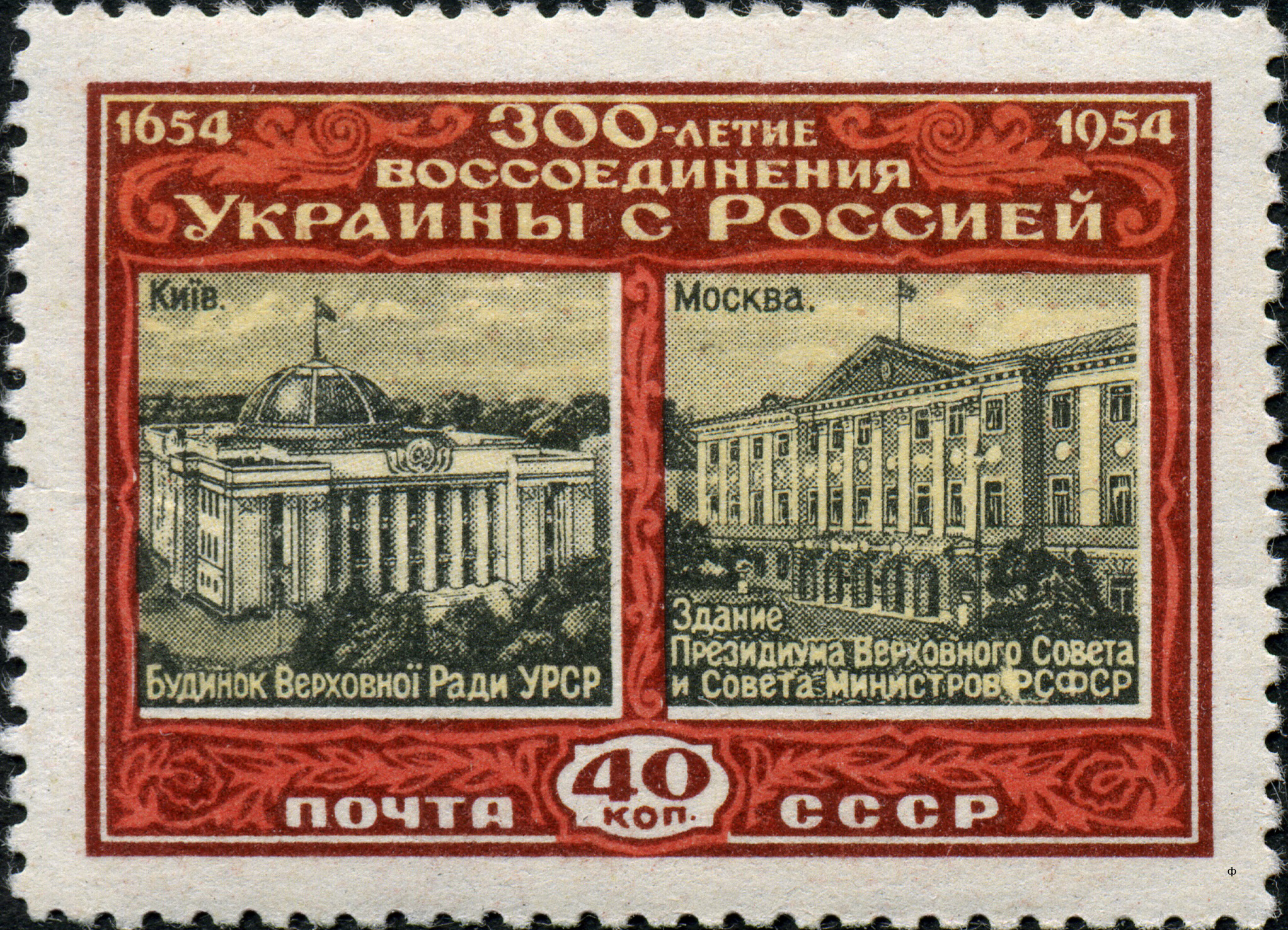
Здания Верховного Совета УССР (Киев) и Президиума Верховного Совета и Совета Министров (Москва) на почтовой марке СССР 1954 года. Марка посвящена 300-летию Воссоединения Украины с Россией

### Третий этаж
Примером лучшего интерьера здания является фойе третьего этажа, решённое в виде колоннады, поддерживающей потолок, разделённый на небольшие плафоны с люстрами. Лепные детали, инкрустация и другое декоративное оформление интерьеров органично сочетают в себе стиль упрощённой классики с чисто украинскими мотивами декоративного искусства.
В холле проходят срочные заседания депутатских фракций и групп, размещены кулуары и ложи прессы, где проходят пресс-конференции, брифинги, интервью и т. п.
Во время парламентских слушаний и рассмотрения конкретных вопросов в сессионном зале в фойе третьего этажа выставляются тематические информационные экспозиции. Периодически проводятся выставки живописи, графики, народного творчества, фото, книжных, документальных, музейных и других экспозиций.

## Система «Рада»
За каждым народным депутатом Украины закреплено персональное рабочее место, оборудованное электронным пультом системы «Рада-4» с соответствующими функциями: регистрация, голосование, запись на выступление с места, микрофон для выступления с места и мини-монитор. Разработчик системы — Анатолий Морозов.
На мини-компьютере можно получить такую информацию о ходе текущего пленарного заседания Верховной Рады Украины:
- повестка дня пленарного заседания
- текущая очередь на выступление с места
- общие результаты голосования, а также голосование в разрезе депутатских фракций (групп) и поимённо
- состав депутатского корпуса
- идентификация народных депутатов с помощью биометрических признаков (является основным отличием от предыдущей системы «Рада-3», однако в эксплуатацию эта функция так и не была введена)
- возможность депутатов принимать участие в коллективном обсуждении вопроса (online)

В двух угловых ложах слева и справа от стола президиума расположены крупные табло информационно-технической системы «Рада-4».

## Забор вокруг здания Верховной Рады
20 сентября 2011 года под стенами Верховной Рады состоялся многотысячный митинг афганцев и чернобыльцев против отмены льгот. Часть митингующих прорвала ограду, а 12 афганцев прорвались в фойе здания. После этого события ночью было перенесено ограждение, а уже через несколько дней здание Верховной Рады огородили ещё одним забором высотой более 2 м. За короткое время забор несколько раз ломали и устанавливали снова, при этом работы часто проводились под покровом ночи.